# Jelko Gros
Jelko Gros, właśc. Gabriel Gros (ur. 13 września 1961 w Kranju) – słoweński trener skoków narciarskich, działacz narciarski, komentator sportowy, nauczyciel, biznesmen.

## Życiorys
Jelko Gros w latach 1996–1998 był trenerem reprezentacji Słowenii. Pod jego wodzą największe sukcesy odnosił Primož Peterka: dwukrotny zdobywca Pucharu Świata (1997, 1998), triumfator Turnieju Czterech Skoczni 1996/1997, zdobywca Puchar Świata w lotach 1996/1997 oraz 3. miejsce w Puchar Świata w lotach 1997/1998.
Obecnie jest członkiem komitetu rozwoju skoków narciarskich w Międzynarodowej Federacji Narciarskiej (FIS), a także okazjonalnie delegatem i dyrektorem technicznym, a nawet członkiem jury niektóry zawodów Pucharu Świata (był dyrektorem Puchar Karpat kobiet 2017/2018).
Komentuje również zawody skoków narciarskich dla RTV Slovenija, a latem, często z Andreju Staretu.
W latach 2009–2020 dyrektor obiektu Planica Nordic Centre. W 2017 roku otrzymał Nagrodę Bloudka za „wybitny wkład w rozwój słoweńskiego sportu”.
Sukcesy podopiecznych Grosa w Słowenii w latach 1996-1998 (chronologicznie)
| Medal | Zawodnik       | Zawody                   | Rok  |
| ----- | -------------- | ------------------------ | ---- |
|       | Primož Peterka | Turniej Czterech Skoczni | 1997 |
|       | Primož Peterka | Puchar Świata            | 1997 |
|       | Primož Peterka | Puchar Świata w lotach   | 1997 |
|       | Primož Peterka | Puchar Świata w lotach   | 1998 |
|       | Primož Peterka | Puchar Świata            | 1998 |

## Nagrody
- Nagroda Bloudka: 2017